# Oberes Vogtland (Naturraum)
Das naturräumliche Obere Vogtland ist eine auf deutschem Boden 766 km² große Landschaft im Südwesten Sachsens, zu kleineren Anteilen auch im Nordwesten Tschechiens und im Nordosten Bayerns. Sie bildet nach der Gliederung des Handbuchs der naturräumlichen Gliederung Deutschlands die östliche Haupteinheit der Haupteinheitengruppe Vogtland und unterscheidet sich insofern von der traditionell als Oberes Vogtland bezeichneten Landschaft, als deren höchsten Erhebungen nicht mitgerechnet werden, da diese aus naturräumlicher Sicht bereits dem sich östlich anschließenden Westerzgebirge zuzurechnen sind. Insbesondere gehören zwar die meisten Teile des Elstergebirges (nach landläufiger Grenzziehung) dazu, jedoch nicht dessen äußerster Osten mit den höchsten Erhebungen.
Die innersächsische Gliederung Naturräume in Sachsen der Sächsischen Akademie der Wissenschaften zählt die Landschaft zur Über-Einheit Sächsisches Bergland und Mittelgebirge.
Das in Nord-Süd-Richtung bis 58 km lange Obere Vogtland reicht vom Erzgebirgsbecken südwestlich Zwickaus nach Süd-Südwesten bis zum Rande des Fichtelgebirges. Es liegt, vom zum Landkreis Zwickau gehörigen äußersten Norden abgesehen, praktisch ausschließlich im (ebenfalls sächsischen) Vogtlandkreis. Jedoch setzt sich sein Südosten mit dem Elstergebirge und angrenzenden Landschaften praktisch nahtlos ins Nachbarland Tschechien fort, von wo aus ein schmalerer Landstreifen um den Ort Aš die Nahtstelle zwischen Vogtland und Fichtelgebirge einnimmt.

## Lage und Grenzen
Im Oberen Vogtland liegen von Norden nach Süden die Städte Reichenbach und Mylau (beide an der westlichen Nahtstelle zum Mittelvogtländischen Kuppenland), weiterhin Lengenfeld, Treuen und Rodewisch. An der östlichen Nahtstelle zum Westerzgebirge folgen schließlich Auerbach und Falkenstein. 
Etwa 10 km südlich vom an der Westgrenze liegenden Oelsnitz wird der Süden des Naturraumes schließlich durch einen tschechischen Landstreifen um Aš aufgeteilt in einen tiefer nach Süden gehenden Südostzipfel mit Adorf, Markneukirchen, Bad Elster sowie dem nur dünn besiedelten Süden des Elstergebirges und einen Südwestzipfel in Richtung des bayrischen Rehau, dessen kaum besiedelter Nordosten zum Oberen Vogtland gezählt wird. 
Rehau selber liegt indes bereits jenseits des Oberen Vogtland an der Nahtstelle zwischen der Münchberger Hochfläche und dem sich östlich anschließenden "eigentlichen" Fichtelgebirge.
Die Weiße Elster entspringt im östlichen Süden des Oberen Vogtlandes, im Elstergebirge, und durchfließt den Naturraum von Südosten her bis zum Westen des Zentrums, unmittelbar westlich von Oelsnitz, wo sie ins Mittelvogtländische Kuppenland übergeht. Die östlichen=rechten Nebenflüsse entspringen fast alle im Westerzgebirge und fließen in westliche Richtungen, wo sie quellnah das Obere Vogtland erreichen, innerhalb dessen sie später auch münden. Trieb und Göltzsch, die nördlicheren und auch größeren der rechten Elster-Nebenflüsse, durchfließen demgegenüber den Nordosten eher in Süd(ost)-Nord(west)-Richtung.